# Moraezinho
Celmar Gomes de Moraes, conhecido artisticamente como Moraezinho (São Pedro do Sul, RS, 26 de outubro de 1946 — Canoas, RS, 29 de abril de 2015) foi um  compositor, cantor e trovador (ou repentista) de música nativista brasileiro.
Nascido em São Pedro do Sul, região centro-oeste do Rio Grande do Sul, numa comunidade chamada Inhamanda, próximo  da Igrejinha do Divino, onde também tinha uma escola que estudou até o segundo ano primário. Começou seus primeiros acordes usando a gaita de seu irmão mais velho Lucídio, que a comprou usando dinheiro ganho em trabalho na colheita de arroz. Fora do período de colheita, trabalhavam todos da família na roça para sustento da família, então às vezes, Moraezinho se queixava de alguma moléstia para não ir para a roça, então pegava a gaita escondido e ia para baixo de uma arvore aprender a tocar sozinho, pois foi autodidata no aprendizado deste instrumento. Moraezinho também foi grande trovador, e teve como professor e inspiração, seu próprio pai, que era grande trovador na região, conhecido como Pedrinho Neher. Durante os fins de semanas e folgas de uma colheita e outra, se reuniam na cancha de bocha do tio Arizinho (irmão de sua mãe Antonia), onde os trovadores da região faziam disputas de trova pelo simples prazer da arte. Moraezinho mudou-se para Porto Alegre aos 22 anos de idade. Em 1979, lançou o seu disco de estreia, fazendo sucesso com a música Guasca de Fora.
Para gravação do seu primeiro disco foi convidado pelo produtor da gravadora ISAEC, Leonardo, também grande cantor de expressão gaúcho autor de sucessos como Céu, sol, sul e Morocha não. Já no disco de estreia, teve seu primeiro sucesso emplacado, Guasca de Fora. A curiosidade desta música fica por conta do verso falado no início da composição, que tem caráter explicativo do significado da expressão Guasca de Fora, necessário na época, devido à censura imposta pelo ainda regime militar.
Ficou conhecido por ser um dos compositores de Panela Velha, composta em parceria com Auri Silvestre, e conhecida nacionalmente na interpretação de Sérgio Reis.
Morreu aos 68 anos, no Hospital Pronto Socorro de Canoas, em decorrência de um infarto.